# Pader, Uganda
Pader är en stad i norra Uganda, och är huvudort för ett distrikt med samma namn. Staden ligger ungefär 60 km söder om Kitgum.

## Översikt
Staden Pader bildades 2000, samma år som Paderdistriktet bildades. Inte långt efter bildandet blev staden ett center för biståndsorganisationer. Biståndsorganisationerna hade som mål att hjälpa civilbefolkningen, som drabbats av kriget mellan UPDF och LRA i norra Uganda. Trots att över en miljard US-dollar i bistånd har skickats för att bistå befolkningen har inte allt kommit befolkningen till godo, då mycket har mycket försvunnit på grund av korruption, dålig planering, dålig implementering, dålig uppföljning, dålig förvaltning, bristande ansvarsskyldighet och en icke-ingripande inställning hos biståndsorganisationerna.

## Demografi

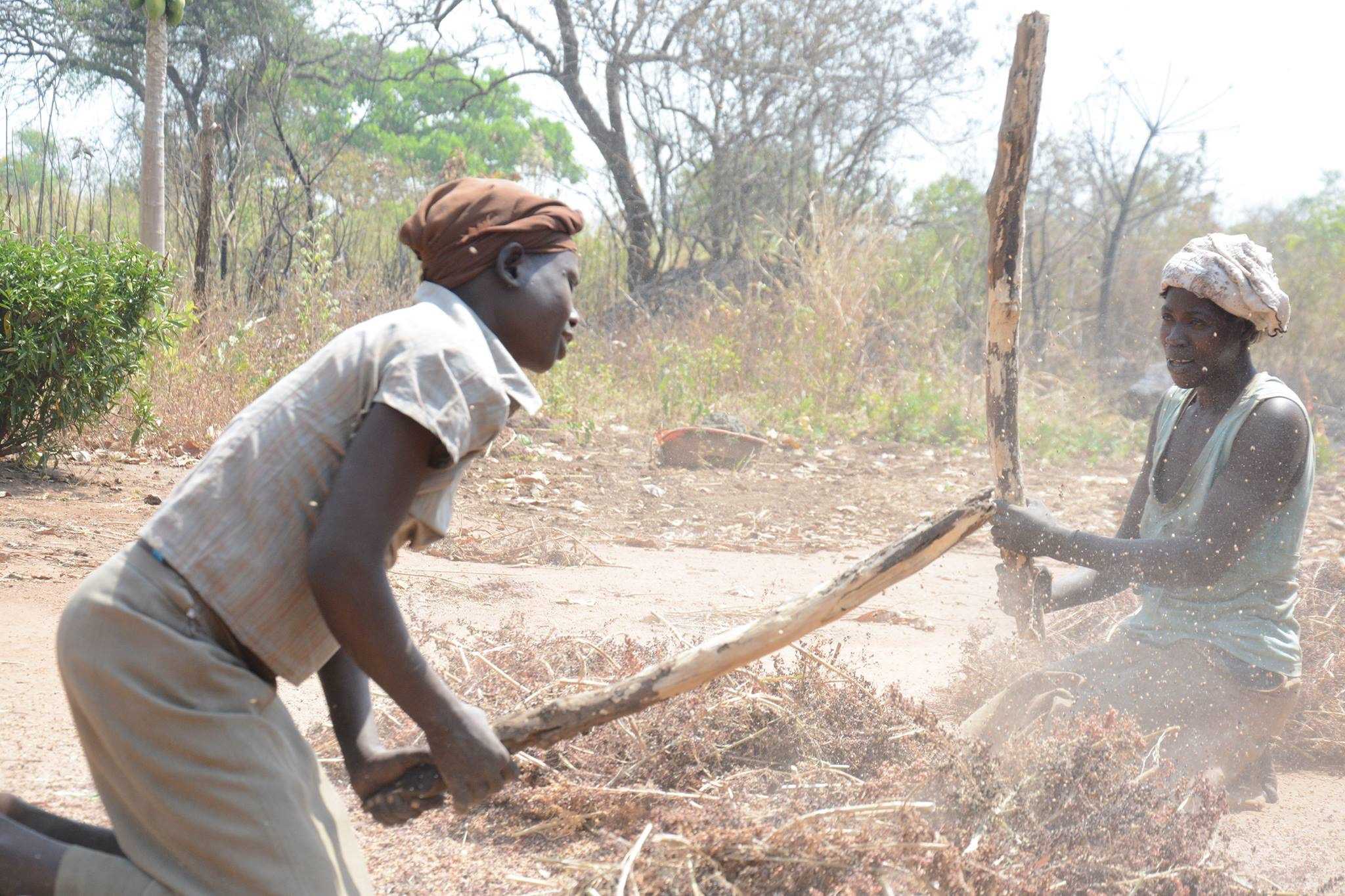
Kvinnor i Pader.

Stadens folkmängd uppgick till 13 382 invånare vid folkräkningen 2014, och till 2019 beräknades den vuxit till 14 600 invånare.